# Mahmud Bajati
Mahmud Bajati, perzsául:  محمود بیاتی, (Teherán, 1928. március 22. – 2022. december 2.) válogatott iráni labdarúgó, csatár, edző. Az iráni válogatott szövetségi kapitánya (1967–1969, 1972–1974).

## Pályafutása

### Klubcsapatban
1949 és 1960 között a Taj labdarúgója volt, ahol három bajnokságot nyert a csapattal a teheráni tartományi bajnokságban.

### A válogatottban
1950 és 1959 között hét alkalommal szerepelt az iráni válogatottban.
1951-ben tagja volt az Ázsia-játékokon ezüstérmes együttesnek.

### Edzőként
1966–67-ben a Taj, 1967 és 1969 között illetve 1972 és 1974 között az irán válogatott szövetségi kapitánya volt. 1968-ban aranyérmet nyert a válogatottal az Ázsia-kupán.

## Sikerei, díjai

### Játékosként
Irán
- Ázsia-játékok
  - ezüstérmes: 1951, Új-Delhi

 Taj
- Teheráni tartományi bajnokság
  - bajnok (3): 1955–56, 1957–58, 1959–60
  - 2. (2): 1950–51, 1956–57

### Edzőként
Irán
- Ázsia-kupa
  - aranyérmes: 1968, Irán